# Tkashi-mapa Chasma
Lo Tkashi-mapa Chasma è una struttura geologica della superficie di Venere.